# Canottaggio ai Giochi della X Olimpiade - Otto maschile
La competizione del otto maschile dei Giochi della X Olimpiade si è svolta dal 10 al 13 agosto 1932 al Long Beach Marine Stadium, Long Beach.

## Risultati

### Batterie
Su disputarono il 10 agosto. Il vincitore di ciascuna batteria in finale, i restanti al recupero.
| Pos. | Nazione       | Atleti | Tempo  |
| ---- | ------------- | --- | ------ |
| 1    | Italia        | Vittorio Cioni, Mario Balleri Renato Bracci, Dino Barsotti Roberto Vestrini, Guglielmo Del Bimbo Enrico Garzelli, Renato Barbieri Tim. Cesare Milani         | 6.28"2 |
| 2    | Gran Bretagna | Lewis Luxton, Donald McCowen Harold Rickett, Charles Sergel Bill Sambell, Tom Askwith Kenneth Payne, David Haig-Thomas Tim. John Ranking                     | 6.34"4 |
| 3    | Giappone      | Kenzo Ikeda, Setsuji Tanaka Taro Nishidono, Setsuo Matsura Hidemitsu Tanaka, Shigeo Fujiwara Yoshio Enomoto, Saburo Hara Tim. Toshi Sano                     | 6.43"4 |
| 4    | Brasile       | Vasco de Carvalho, Joaquim Faria Osório Pereira, Cláudionor Provenzano Antônio Rebello Júnior, Fernando de Abreu José de Campos, José Mò Tim. Amaro da Cunha | 6.52"2 |

| Pos. | Nazione       | Atleti | Tempo  |
| ---- | ------------- | --- | ------ |
| 1    | Stati Uniti   | Edwin Salisbury, James Blair Duncan Gregg, Dave Dunlap Burton Jastram, Charles Chandler Harold Tower, Winslow Hall Tim. Norris Graham                   | 6'29"0 |
| 2    | Canada        | Earl Eastwood, Joseph Harris Stanley Stanyar, Harry Fry Cedric Liddell, William Thoburn Donald Boal, Albert Taylor Tim. George MacDonald                | 6'33"2 |
| 3    | Germania      | Karl Aletter, Ernst Gaber Theodor Hüllinghoff, Heinrich Bender Hans-Wolfgang Heidland, Gerhard von Düsterlho Walter Flinsch, Hans Maier Tim.Fritz Bauer | 6'36"8 |
| 4    | Nuova Zelanda | George Cooke, Bert Sandos Cyril Stiles, John MacDonald Lawrence Jackson, Fred Thompson Charley Saunders, John Solomon Tim.Delmont Gullery               | 6'38"2 |

### Recuperi
Si disputarono l'11 agosto. Il vincitore in finale.
| Pos. | Nazione       | Atleti | Tempo  |
| ---- | ------------- | --- | ------ |
| 1    | Gran Bretagna | Lewis Luxton, Donald McCowen Harold Rickett, Charles Sergel Bill Sambell, Tom Askwith Kenneth Payne, David Haig-Thomas Tim. John Ranking  | 6'49"0 |
| 2    | Nuova Zelanda | George Cooke, Bert Sandos Cyril Stiles, John MacDonald Lawrence Jackson, Fred Thompson Charley Saunders, John Solomon Tim.Delmont Gullery | 6'52"2 |
| -    | Brasile       | DNF | DNF    |

| Pos. | Nazione  | Atleti | Tempo  |
| ---- | -------- | --- | ------ |
| 1    | Canada   | Earl Eastwood, Joseph Harris Stanley Stanyar, Harry Fry Cedric Liddell, William Thoburn Donald Boal, Albert Taylor Tim. George MacDonald                | 7'03"2 |
| 2    | Germania | Karl Aletter, Ernst Gaber Theodor Hüllinghoff, Heinrich Bender Hans-Wolfgang Heidland, Gerhard von Düsterlho Walter Flinsch, Hans Maier Tim.Fritz Bauer | 7'10"6 |
| 3    | Giappone | Kenzo Ikeda, Setsuji Tanaka Taro Nishidono, Setsuo Matsura Hidemitsu Tanaka, Shigeo Fujiwara Yoshio Enomoto, Saburo Hara Tim.Toshi Sano                 | 7:22"6 |

### Finale
Si disputò il 13 agosto.
| Pos.    | Nazione       | Atleti | Tempo  |
| ------- | ------------- | --- | ------ |
| Oro     | Stati Uniti   | Edwin Salisbury, James Blair Duncan Gregg, Dave Dunlap Burton Jastram, Charles Chandler Harold Tower, Winslow Hall Tim. Norris Graham                | 6'37"6 |
| Argento | Italia        | Vittorio Cioni, Mario Balleri Renato Bracci, Dino Barsotti Roberto Vestrini, Guglielmo Del Bimbo Enrico Garzelli, Renato Barbieri Tim. Cesare Milani | 6'37"8 |
| Bronzo  | Canada        | Earl Eastwood, Joseph Harris Stanley Stanyar, Harry Fry Cedric Liddell, William Thoburn Donald Boal, Albert Taylor Tim. George MacDonald             | 6:40"4 |
| 4       | Gran Bretagna | Lewis Luxton, Donald McCowen Harold Rickett, Charles Sergel Bill Sambell, Tom Askwith Kenneth Payne, David Haig-Thomas Tim. John Ranking             | 6'40"8 |